# HD 210715 A
HD 210715 A è una stella della costellazione della Lucertola, situata nella parte centrale della costellazione a 8 minuti in ascensione retta dal confine con la costellazione del Cigno.
È la componente principale del sistema multiplo HD 210715.

## Fonti
- (EN) Cataloghi stellari, su alcyone.de. URL consultato il 17 gennaio 2008 (archiviato dall'url originale il 4 marzo 2016).
- Software astronomico Megastar 5.0